# Pararge cockaynei
Pararge cockaynei är en fjärilsart som beskrevs av Goodson 1951. Pararge cockaynei ingår i släktet Pararge och familjen praktfjärilar. Inga underarter finns listade i Catalogue of Life.